# Morris Possoni
Morris Possoni, nascido a 1 de julho de 1984 em Ponte San Pietro, na província de Bergamo, na Lombardia, é um ciclista italiano, membro da equipa Lampre-ISD.

## Biografia
O ganhador do Giro della Valle d'Aosta em 2005, Morris Possoni converteu-se em profissional em 2006 na equipa Lampre. Fez a sua primeira façanha notável na Semana Internacional Coppi e Bartali de 2007. Ao longo da carreira encontra-se ao nível dos melhores e termina quinto. Em junho, a sua fuga junto com Rémy Di Gregorio durante a sexta etapa da Dauphiné Libéré que, ainda que não ganhou etapa, lhe valeu para conseguir o segundo lugar na classificação da montanha.
Em 2008, Possoni deixa a Lampre pelo Team HTC-Columbia. Está cerca de conseguir a sua primeira vitória como profissional na quarta etapa da Volta ao País Basco de 2008, onde depois de uma longa escapada é superado na linha de meta pelo seu colega de equipa Kim Kirchen. Termina segundo na etapa. Possoni confirma as suas qualidades de escalador terminando 15 do Tour da Romandia e sobretudo um nono lugar no difícil Giro de Lombardia a final de temporada.
Em 2010 alinha pelo conjunto britânico Team Sky onde esteve 2 anos para depois retornar à Lampre em 2012.

## Palmarés
2005
- Giro do Vale de Aosta, mais 1 etapa
- Giro delle Valli Cuneesi nelle Alpi del Mare, mais 1 etapa

## Resultados nas grandes voltas

### Volta a Espanha
- 2007 : 88º

### Giro d'Italia
- 2008 : 44º
- 2009 : 83º
- 2010 : abandono